# Mohammad-Hossein Shahriar
Seyyed Mohammad Hossein Behjat Tabrizi (1906 – 18 de setembro de 1988), mais conhecido por Shahriar, foi um notável poeta iraniano de etnia azerbaijana, que escreveu em azerbaijano e em persa. Seu trabalho mais importante, Heydar Babaya Salam, é considerado o pináculo da literatura azerbaijana, que ganhou grande popularidade no mundo árabe e foi traduzido para mais de 30 idiomas.

## Biografia
Mohammad Hossein Shahriar foi um dos primeiros azeris do Irão a escrever uma colecção significativa de poesia na língua turca-azeri. Nascido em 1906 em Tabriz, uma das principais cidades do Azerbaijão iraniano, recebeu sua educação elementar, sob a supervisão de seu pai. A primeira educação formal de Shahriar foi na escola secundária Motahari, em Tabriz. Ele posteriormente estudou no Dar-ol-Fonoun (antiga escola de ensino superior) em Teerão. Embora ele tenha estudado medicina na faculdade, ele desistiu antes de obter seu diploma e foi para Coração, onde ele encontrou um emprego como notário público e funcionário do banco. Ele retornou a Teerão em 1935 e começou a trabalhar no Banco Agrícola do Irão.
Ele também recebeu um doutorado honorário da Universidade de Tabriz, em Literatura.
Ele inicialmente publicou seus poemas sob seu nome, Behjat, mas depois escolheu o nome de Shahriar. Ele publicou seu primeiro livro de poemas em 1929. Seus poemas são principalmente influenciados por Hafez, um famoso poeta persa, e Khasta Qasim, um poeta turco.
Seu trabalho mais famoso em azeri-turco é Heydar Babaya Salam, publicado em 1954, que ganhou imenso carinho de vários os países árabes como a Turquia, o Azerbaijão e o Turquemenistão. Heydar Babaya Salam foi traduzido para mais de 30 idiomas e inúmeras peças em todo o mundo.

## Trabalhos
Este poeta apaixonado começou por compor poesia trágica. Muitas de suas lembranças agridoces são reflectidas em seus livros Hazyan-e Del, Heydar Baba e Mumiyai. Heydar Baba, composto em turco e mais tarde traduzido para persa, ficou há muito tempo na lista de dez melhores vendedores em Teerão. Heydar Baba é o nome de uma montanha onde o poeta passou sua infância. Ele também escreveu um livro de poemas épicos, Takht-e Jamshid.
Ele estava interessado em questões humanísticas e em seu poema "Uma carta a Einstein", ele criticou o resultado de seu trabalho científico que foi abusado como arma nuclear.
Os versos de Shahriar têm diversas formas, incluindo letras, quadras, pares, odes e elegies. Um de seus poemas de amor, Hala Chera, foi definido para a música de Rouhollah Khaleghi. A composição para orquestra e voz solo tornou-se uma de suas obras mais conhecidas. Uma das principais razões para o sucesso do trabalho de Shahriar é a sinceridade de suas palavras. Como ele usa gíria e linguagem coloquial no contexto da poesia, seus poemas são compreensíveis e eficazes para um amplo segmento do público.
Shahriar era um calígrafo talentoso e tinha um grande interesse pela música. Ele era um amigo muito próximo do músico persa e professor altamente respeitado, Abdulhossein Saba.

## Morte
O dia em que faleceu é chamado de "dia nacional do poema" no Irão. Uma série de televisão sobre sua vida, dirigida por Kamal Tabrizi, foi exibida no canal 2 da IRIB.
Ele morreu em 18 de setembro de 1988 em um dos hospitais de Teerão, seu corpo foi transferido para Tabriz e foi enterrado em Maqbaratoshoara (Tumbas de Poetas).

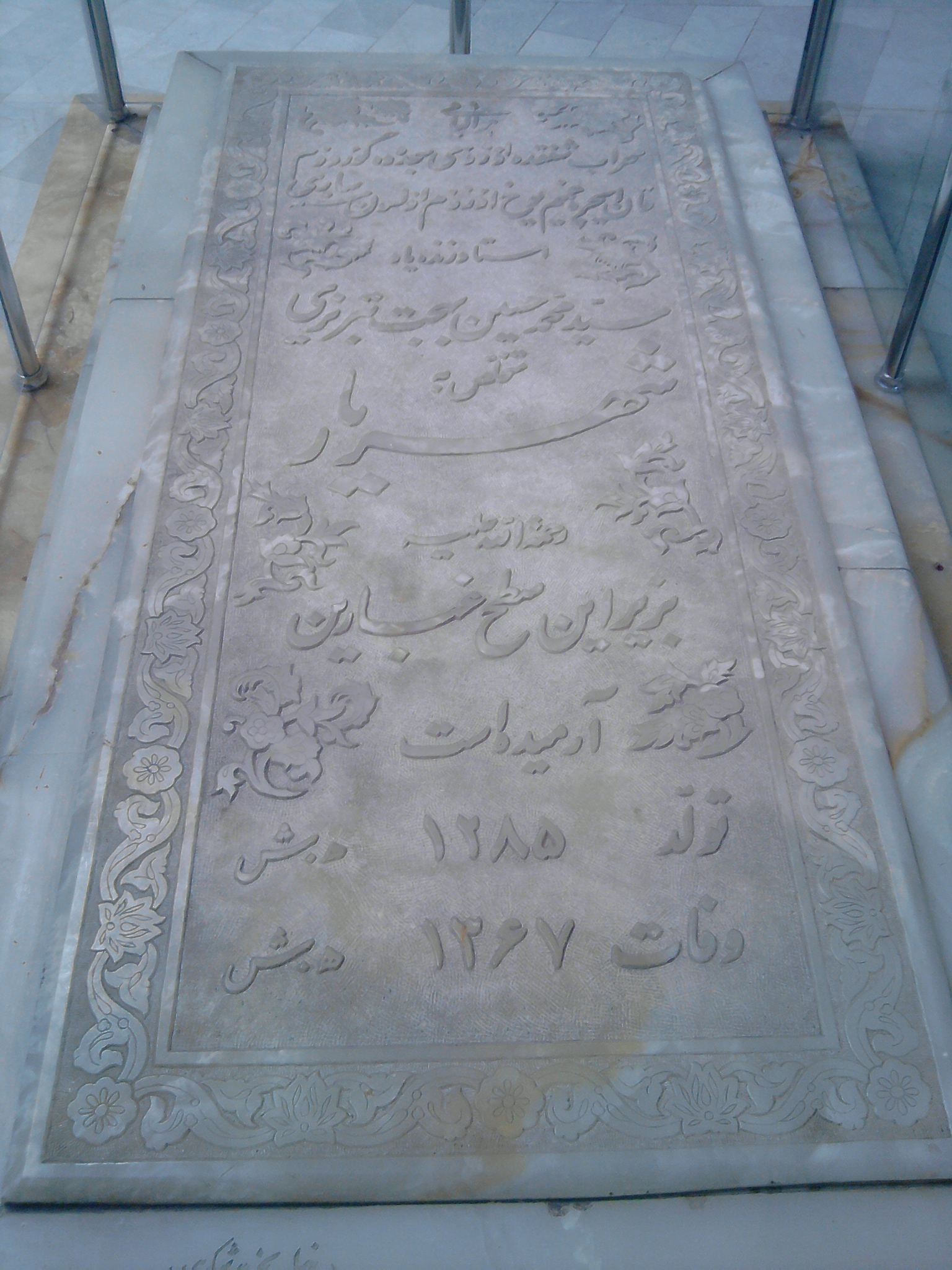
Tumba de Shahriar